# Knightsbridge
Knightsbridge – dzielnica Londynu na pograniczu gmin City of Westminster oraz Royal Borough of Kensington and Chelsea. Poza ulicą o tej samej nazwie, Knightsbridge obejmuje tereny położone na wschód od dzielnicy South Kensington (Exhibition Road) i na zachód od Belgravii (Sloane Street), rozciągające się pomiędzy Hyde Parkiem na północy a dzielnicami Brompton i Chelsea na południu. Knightsbridge jest jedną z najbardziej ekskluzywnych dzielnic mieszkaniowych Londynu a także skupiskiem wielu luksusowych sklepów, takich jak domy towarowe Harrods czy Harvey Nichols.
Dzielnica jest obsługiwana przez stację metra Knightsbridge, leżącą na trasie Piccadilly line.